# Carlo D'Amato
Carlo D'Amato (Maiori, 15 maggio 1943) è un politico italiano, tra l'altro, sindaco di Napoli e deputato per la X e l'XI legislatura.

## Biografia
Laureato in giurisprudenza, avvocato, iscritto al PSI dal 1961, allievo di Pietro Nenni, autonomista, dal 1990 al 1992 è membro della Direzione Nazionale del PSI, Segretario Bettino Craxi.
Come sindacalista della CGIL, nel 1978, è membro della Segreteria Nazionale della FIDEP (Federazione Italiana Dipendenti
Enti Pubblici)-CGIL-INAIL. Nello stesso periodo, è componente del Direttivo della Camera del Lavoro di Napoli.
Dal 1976 al 1981 viene eletto dal Consiglio Comunale di Napoli, membro del Consiglio di Amministrazione degli Ospedali riuniti di Napoli, diventandone Vice Presidente dal 1979 all'81.
Nel 1980, eletto Consigliere Comunale di Napoli e nella Giunta guidata dal Sindaco Maurizio Valenzi, assume la carica di Assessore Anziano, nonché Assessore ai Trasporti e alle Aziende Municipalizzate.
Nel 1983, è rieletto Consigliere Comunale e diventa Capogruppo del PSI nel Consiglio Comunale di Napoli.
Dal 27 novembre 1984 fino al 24 ottobre 1986 è sindaco di Napoli, nonché Commissario straordinario ex-lege 219 per la ricostruzione dopo terremoto.
Nel 1987 viene eletto Deputato per il collegio Napoli-Caserta con oltre 55.000 voti, venendo rieletto nel 1992 per la stessa circoscrizione con circa 33.000 voti.
È stato membro della Commissione di Vigilanza sulla gestione degli Enti di Previdenza della Camera dei Deputati nonché Capogruppo alla Commissione Finanze.
Nel 1992, viene eletto Vice Presidente della Commissione Trasporti e Telecomunicazioni della Camera, nonché componente della Commissione Antimafia della quale diventa, per gli anni 1992 - 1994, Vicepresidente.
Ha presentato 232 progetti di legge, 504 atti di indirizzo e controllo e eseguito 107 interventi tra aula parlamentare e commissioni. È stato relatore della legge di modifica del sistema di telecomunicazioni in Italia.
Dal 1967 al 2008 è Dirigente dell'INAIL, diventando poi dal 2008 al 2013, Dirigente Generale dell'Ente, con l'incarico di Direttore Regionale della Sicilia, Direttore Regionale delle Marche e Direttore Centrale della Comunicazione INAIL.